# サラ・ザビアロフ
サラ・ザビアロフ (Sarah Zabiarov) は、アニメ『機動戦士Ζガンダム』に登場する架空の人物。

## 劇中での活躍
地球連邦軍のエリート部隊「ティターンズ」の女性モビルスーツパイロットである。階級は曹長。年齢は、劇場版では15歳、小説版では17歳となっている。第22話から登場した。
過去の経歴は劇中では語られていないが、小説版では、幼い頃はサイド7の孤児院で育ち、その後若くしてハンバーガー・ショップの店長になった特異な才能がティターンズの目に留まり、入隊したとされている。ティターンズとしては珍しくスペースノイドである。
パプテマス・シロッコの命令でジェリド・メサの部下になり、エゥーゴと戦闘を行ったが、後にシロッコ直属の部下となる。アーガマにスパイとして潜入し、混乱させると、戦闘中の隙を突いて脱走する。この時、カツ・コバヤシと出会い好意を寄せられた。
「シロッコのためであれば死んでもいい」と思うほど、彼を心底尊敬すると共に恋愛感情にも似た思いを持っており、シロッコに魅かれてティターンズに寝返ったレコア・ロンドには激しい対抗意識を持つ。そのシロッコに命じられ、月面都市フォン・ブラウン市に潜入して爆弾テロを敢行。
宇宙世紀0088年1月、シロッコ、レコアと共にハマーン・カーンのキュベレイと交戦。戦闘中、シロッコとハマーンが一対一で対峙している時、突然シロッコを狙って乱入してきたカツの攻撃から彼を庇い絶命する。サラの死が分かると、普段感情を表に出さないシロッコが激昂し、カツを攻撃しようとするが、幻影としてシロッコの前に現れカツを逃す。
死後も、幻影としてカミーユ・ビダンやカツの前に立ちはだかるものの、カツに説得されて身を引いた。『機動戦士ガンダムΖΖ』でも、最終回で主人公・ジュドー・アーシタとハマーン・カーンによる一騎討ちの際、ジュドーは途中でΖΖガンダムの合体を解除したため、ピンチに陥ったがジュドーを守ろうとするカミーユ（の思念）などと共に再び登場し、ΖΖを再び合体させ、ジュドーを助けている。

### 派生作品での描写
小説版では死亡時期が異なり、最終決戦まで登場している。カツのほうが先に戦死しており、ジュピトリスの艦橋でカツの死を感じ取っている。最終決戦時にはパラス・アテネに搭乗しており、カミーユが搭乗するΖガンダムに撃墜されたが、その最期はあっけなく、自身との交戦中にもかかわらず不意打ちをかけようとしたヤザン・ゲーブルのハンブラビをグレネードで正確に操縦席を直撃させて退けたカミーユに驚愕した直後、ビームサーベルの直撃を受け死亡した。。最後の出撃の前にシロッコに対して「愛していただきました」と述べており、一度だけでも肉体関係を持っていると描写されている。
近藤和久の漫画版ではハマーンが搭乗するG-3の攻撃からカミーユを庇い絶命する。
雑誌『Ζガンダムエース No.003』に掲載されたK2商会の読み切り漫画『円卓の白い騎士 サラ・ザビアロフ物語』では、戦災孤児からパプテマス・シロッコに出会うまでの姿が描かれている。
なお、本編中では詳細な描写はないものの、ゲーム作品などではニュータイプとして扱われている。

## 搭乗MS
- RMS-106 ハイザック
- RMS-108 マラサイ
- RX-139 ハンブラビ
- PMX-000 メッサーラ
- PMX-001 パラス・アテネ（小説版のみ）
- PMX-002 ボリノーク・サマーン

## 搭乗艦
- ジュピトリス
- アレキサンドリア(テレビ版、一時的に配属)
- ドゴス・ギア

## 担当声優
- 水谷優子（テレビ版）
- 池脇千鶴（劇場版II）
- 島村香織（劇場版III）
- 守野かおり（『SDガンダム GGENERATION WARS』以降のゲーム作品〈2009年 - 2016年〉）
- 弓場沙織（『ガンダムバーサス』以降のゲーム作品〈2017年 - 〉）

## 備考
- 劇中、登場人物をファーストネームで呼び合うのが基本設定の富野作品で例外的にファミリーネームで呼ばれているシロッコだが、劇中を通してサラのみ「パプティマス様」とファーストネームで呼んでいる。
- ゲーム『第4次スーパーロボット大戦』では、プロフィールモードにて私服のファッションセンスがないと指摘されている[2]。
- 姓のZabiarovは、スラブ系の姓であれば女性形のZabiarova（ザビアロワ）となるのが自然だが、共通言語を英語とした単一の連邦国家という設定のため、女性形を取らなくとも誤りとはいえない。